# Arcones
Arcones est une commune de la province de Ségovie dans la communauté autonome de Castille-et-León en Espagne.

## Galerie

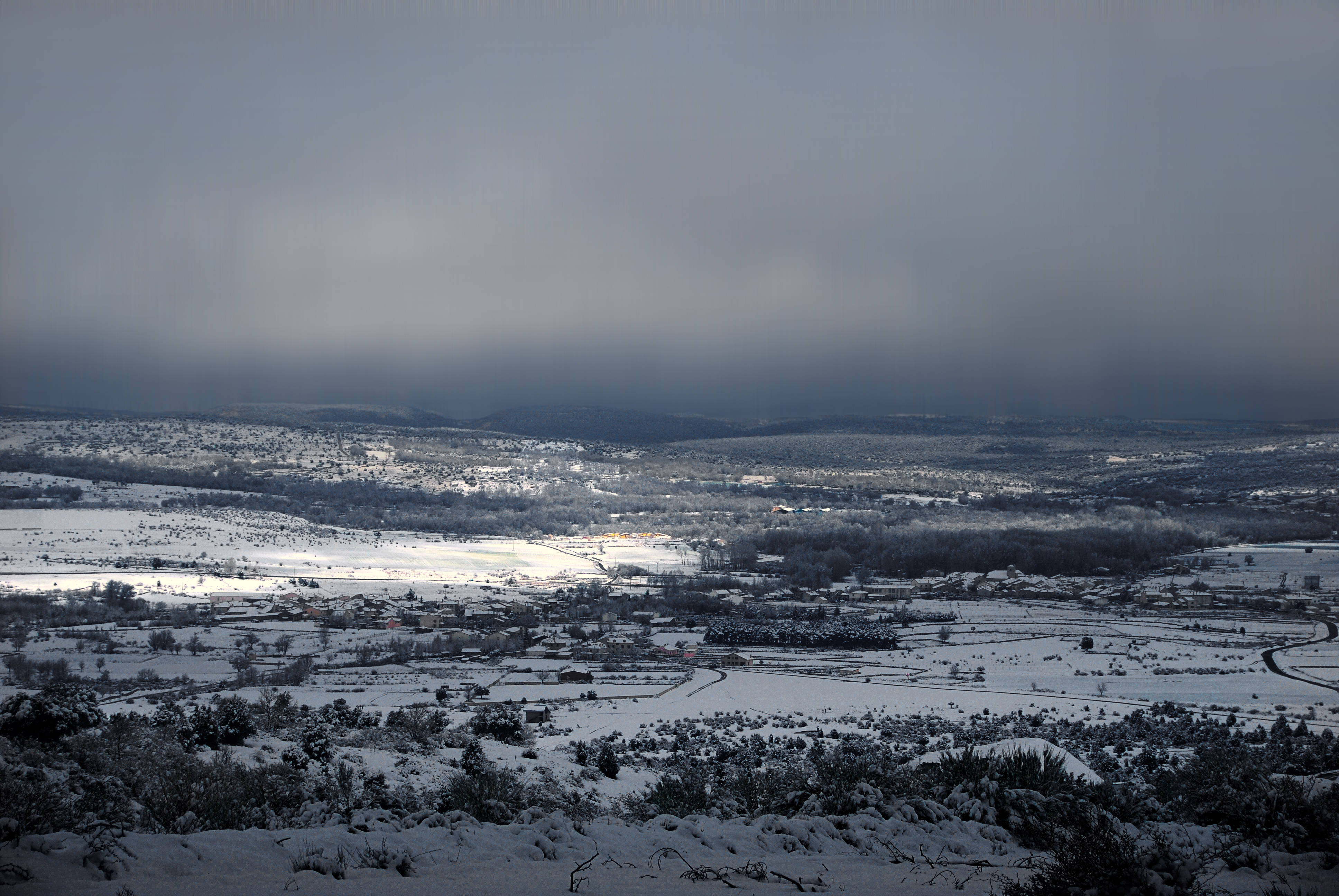
Vue du village sous la neige.
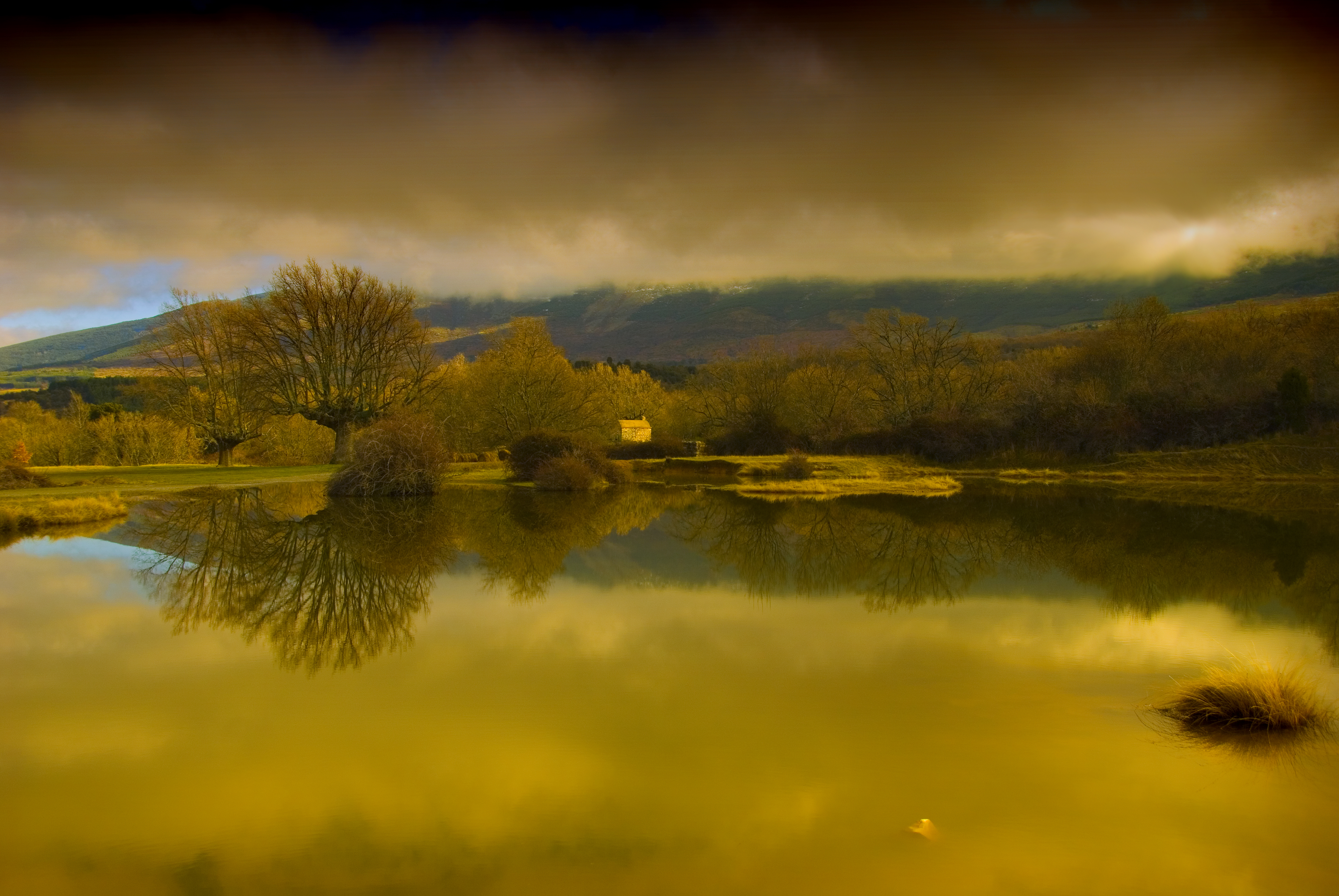
Vue des pâturages d'Arcones.
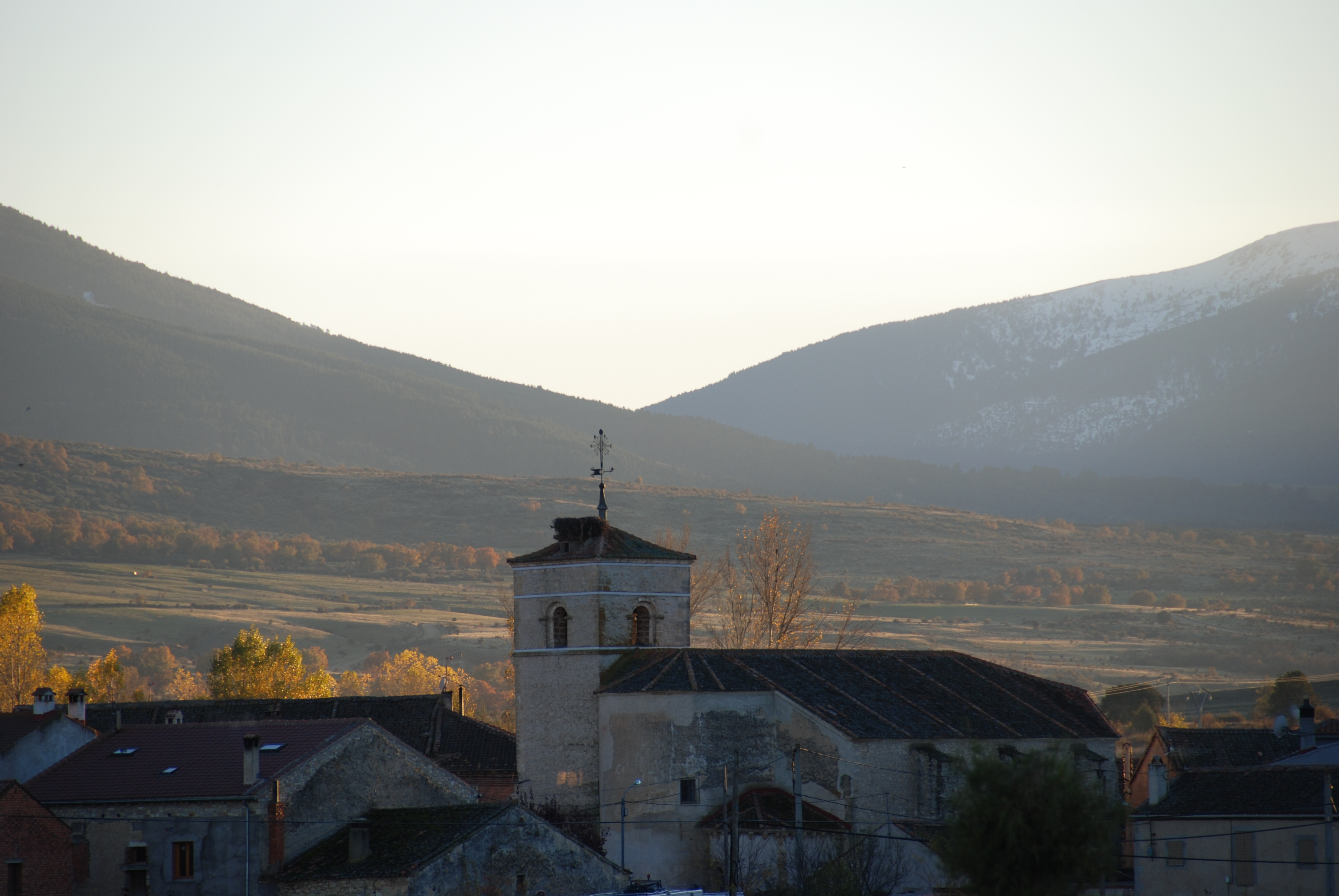
Église d'Arcones.